# Dalahäst

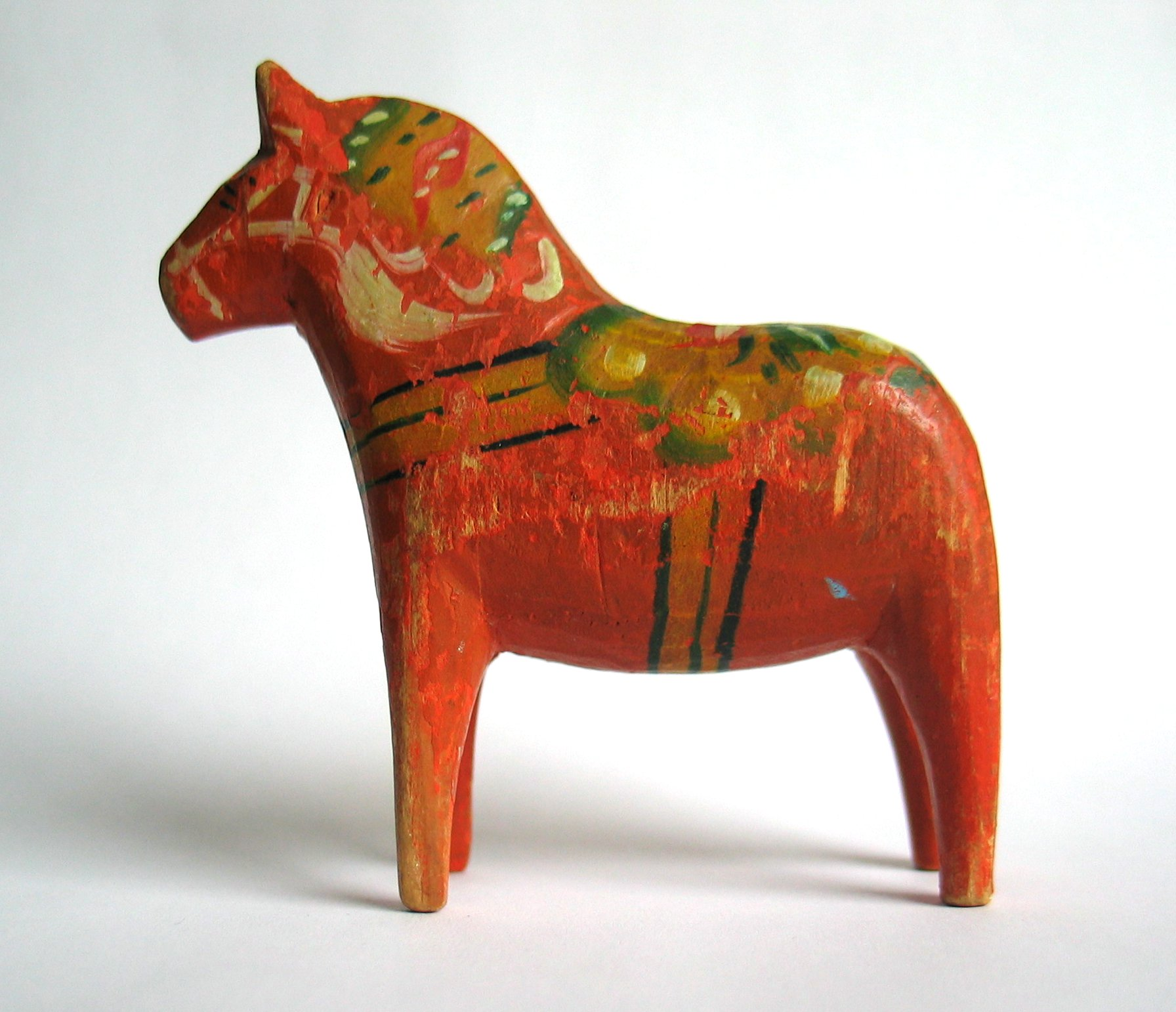
Dalahäst av äldre datum.

Dalahäst är en täljd stiliserad trähäst med målad dekor från Dalarna, Sverige. Den är vanligen 10–25 centimeter hög och var ursprungligen en leksak, som såldes på marknader i Mellansverige. Tillverkningen var ett hantverk i byarna i Mora socken från tidigt 1700-tal till 1900-talets början. Numera tillverkas dalahästarna framför allt i Nusnäs i Mora kommun. Dalahästen är en av de vanligaste symbolerna för Sverige och i synnerhet för traditionell svensk allmogekultur.
Grimma och selar brukar målas med mönster i vit och blå färg. Vanliga grundfärger under 1900-talets första halva var engelskt rött eller blymönja, som avsåg att efterliknade den bruna hästen, och vitt/ljusgrått med inslag av blått på bland annat benen och i fläckar på kroppen, som avsåg att efterlikna den apelkastade skimmeln.

## Historik

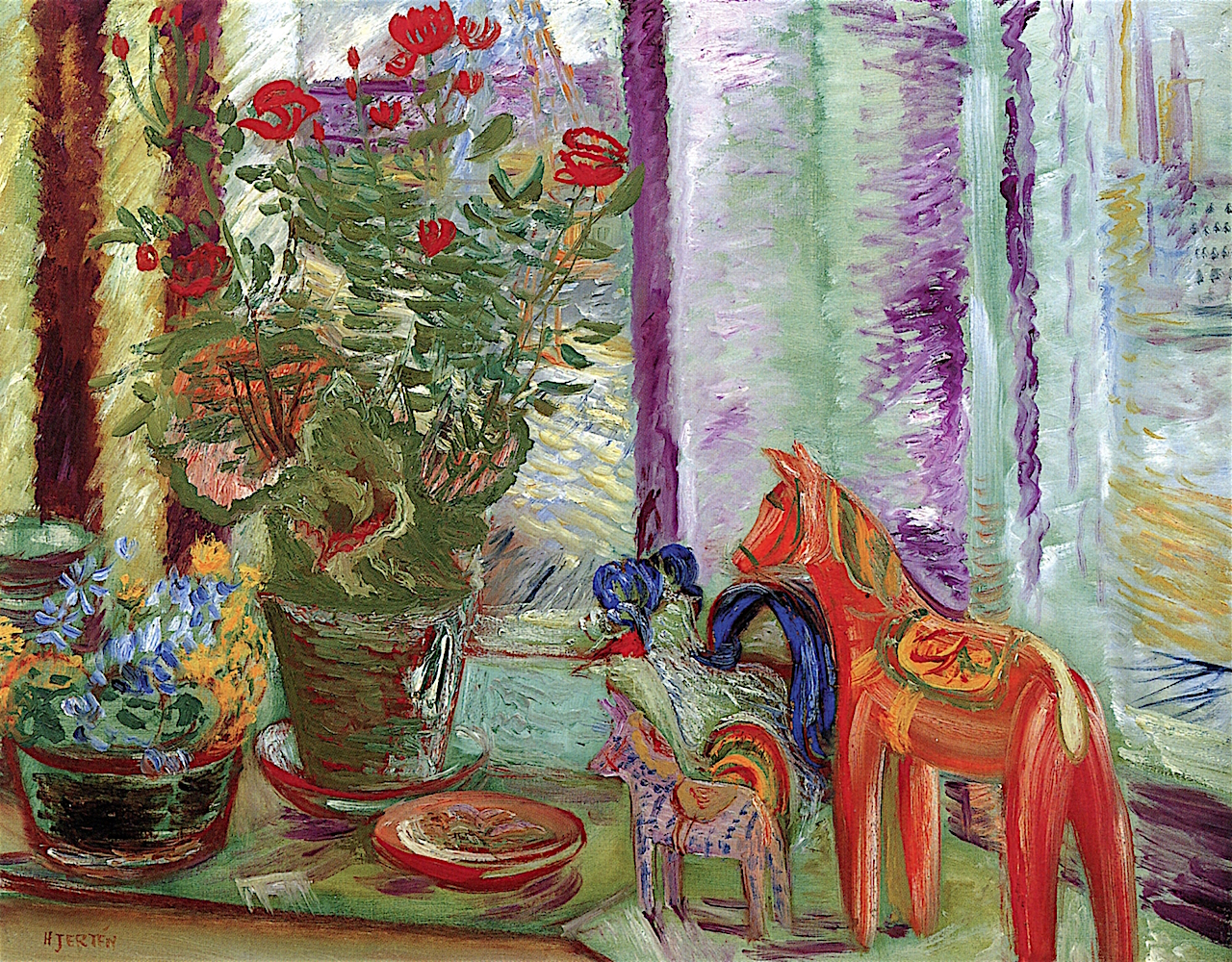
Den röda trähästen, oljemålning av Sigrid Hjertén från 1934.

Dalahästar har tillverkats sedan 1700-talet som en biprodukt till traktens möbelsnickeri eller som en leksak vilken såldes på marknader i Mellansverige. Dekorationen är densamma som man finner i övrig allmogekonst, särskilt kurbitsmåleriet, från trakten; själva dekoren kallas krusning. Det är fyra byar i Mora kommun, som var speciellt kända för sin tillverkning av trähästar: Bergkarlås, Risa, Vattnäs och Nusnäs. De ligger i den så kallade Östfjärdingen öster om Österdalälven innan den förenas med Siljan.

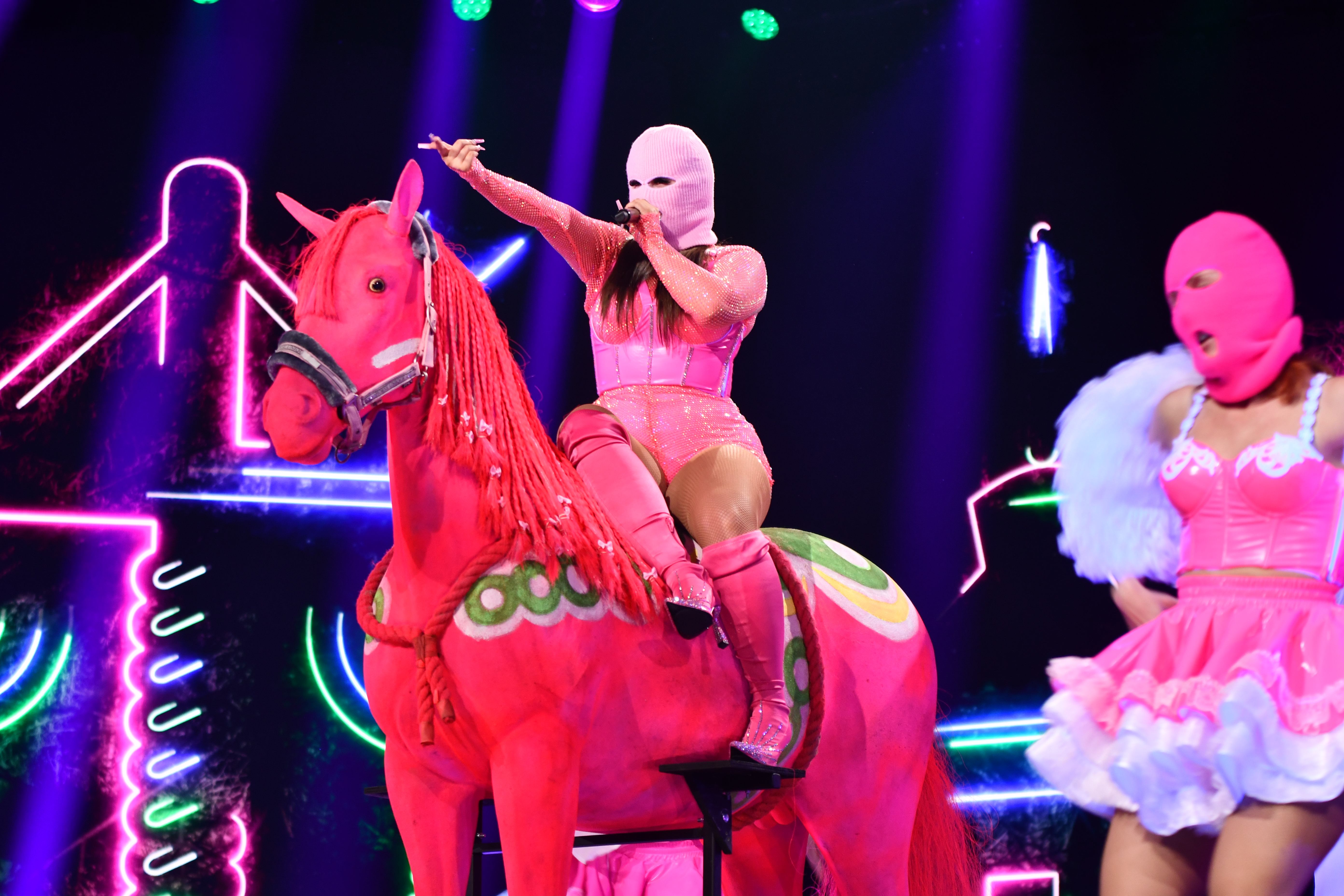
Fröken Snusk på en dalahäst inför Melodifestivalen 2024.

På världsutställningen i New York 1939 stod en dalahäst i kolossalformat som populärt blickfång vid entrén till Sveriges paviljong. Det var grafikerna Bibi Lindström och Anders Beckman som presenterade idén, och formgivaren och dalkarlen Jerk Werkmäster på Nordiska Kompaniets verkstäder i Nyköping som fick uppdraget, att tillverka hästen och utföra dekormålningen. Dalahästens funktion som Sverigesymbol och populär souvenir har sitt ursprung i denna världsutställning.

## Galleri

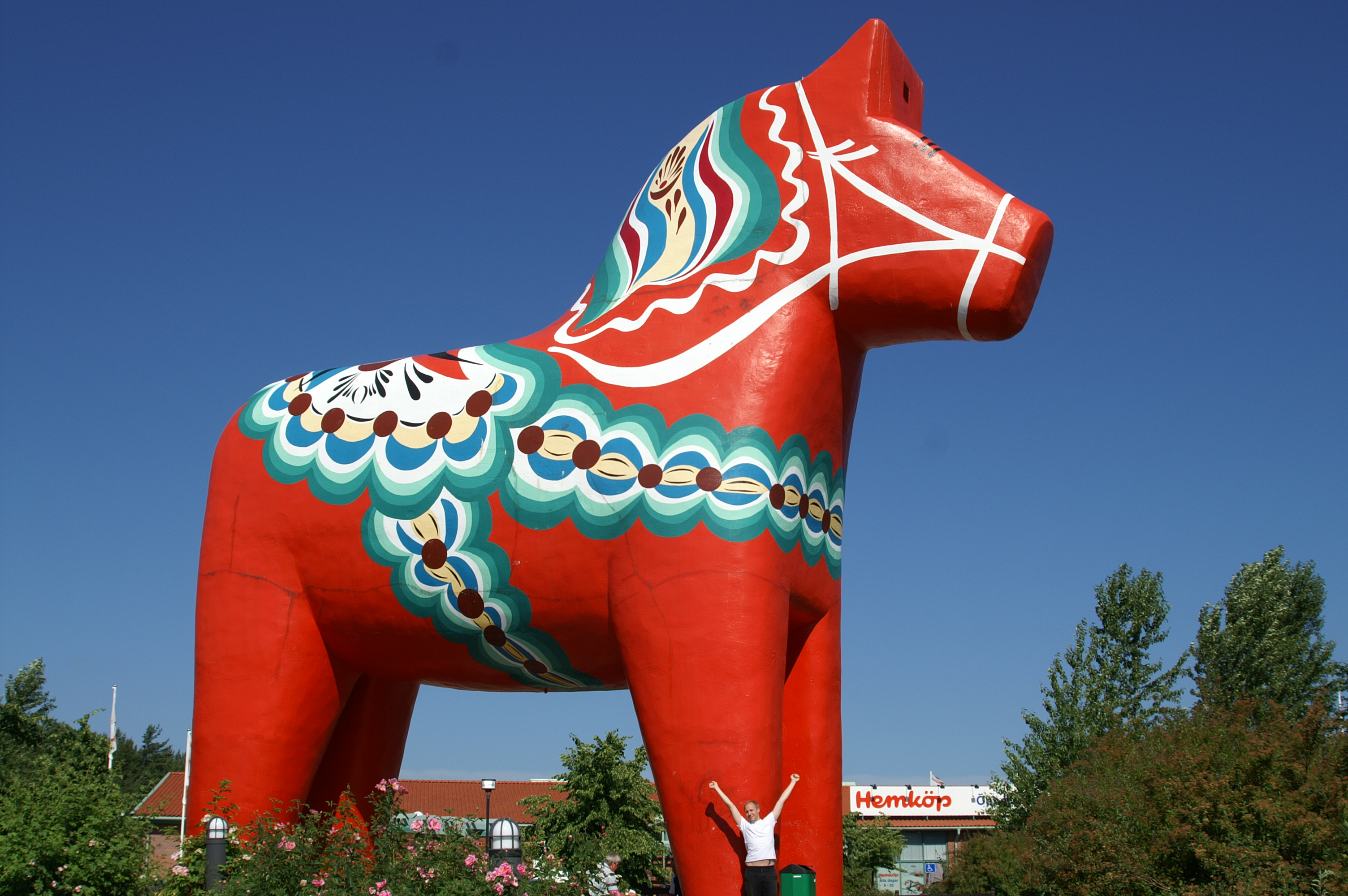
Världens största dalahäst i Avesta.
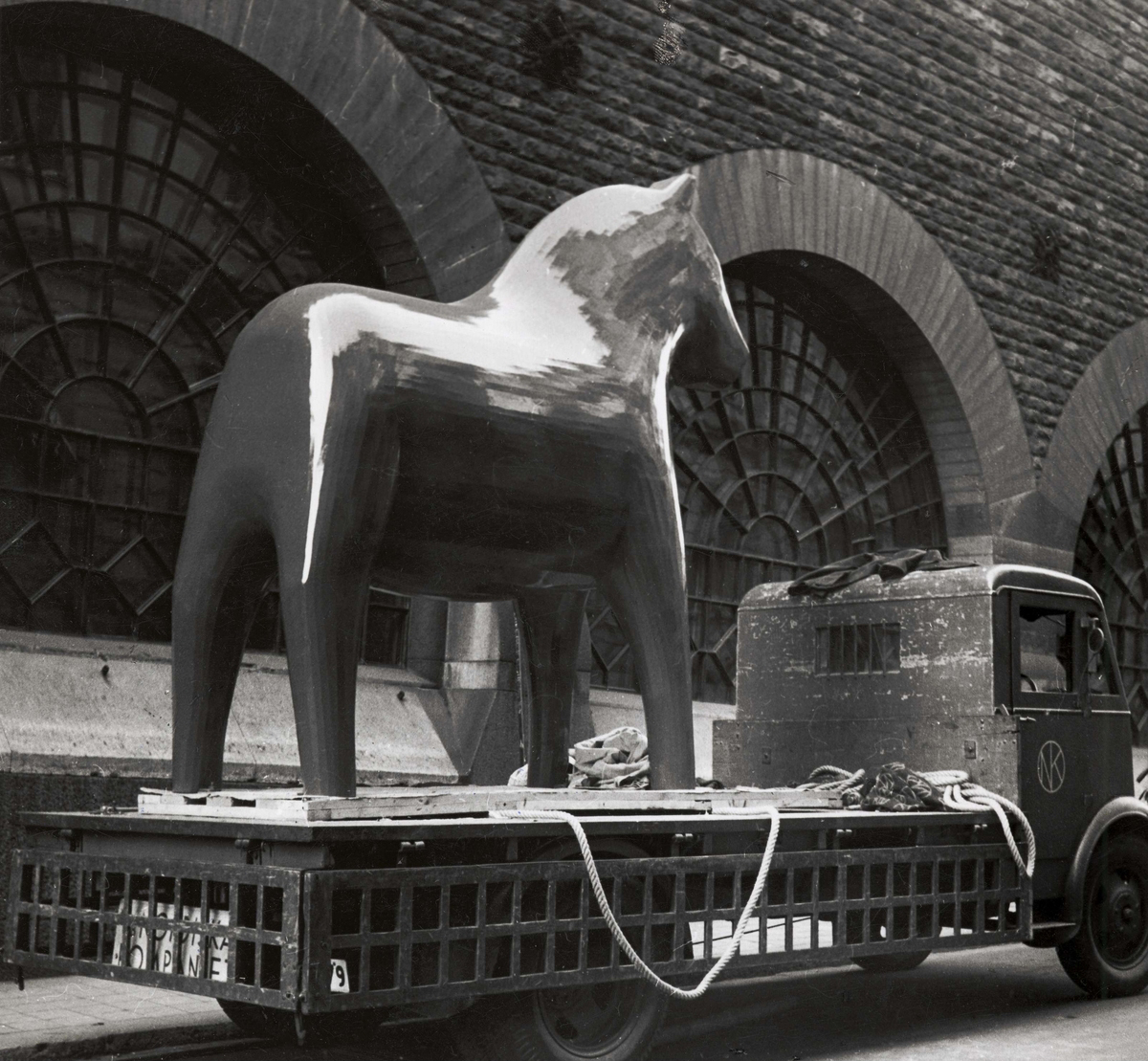
Dalahästen till New York Expo 1939 transporteras med NK-bil mot dekormålning.
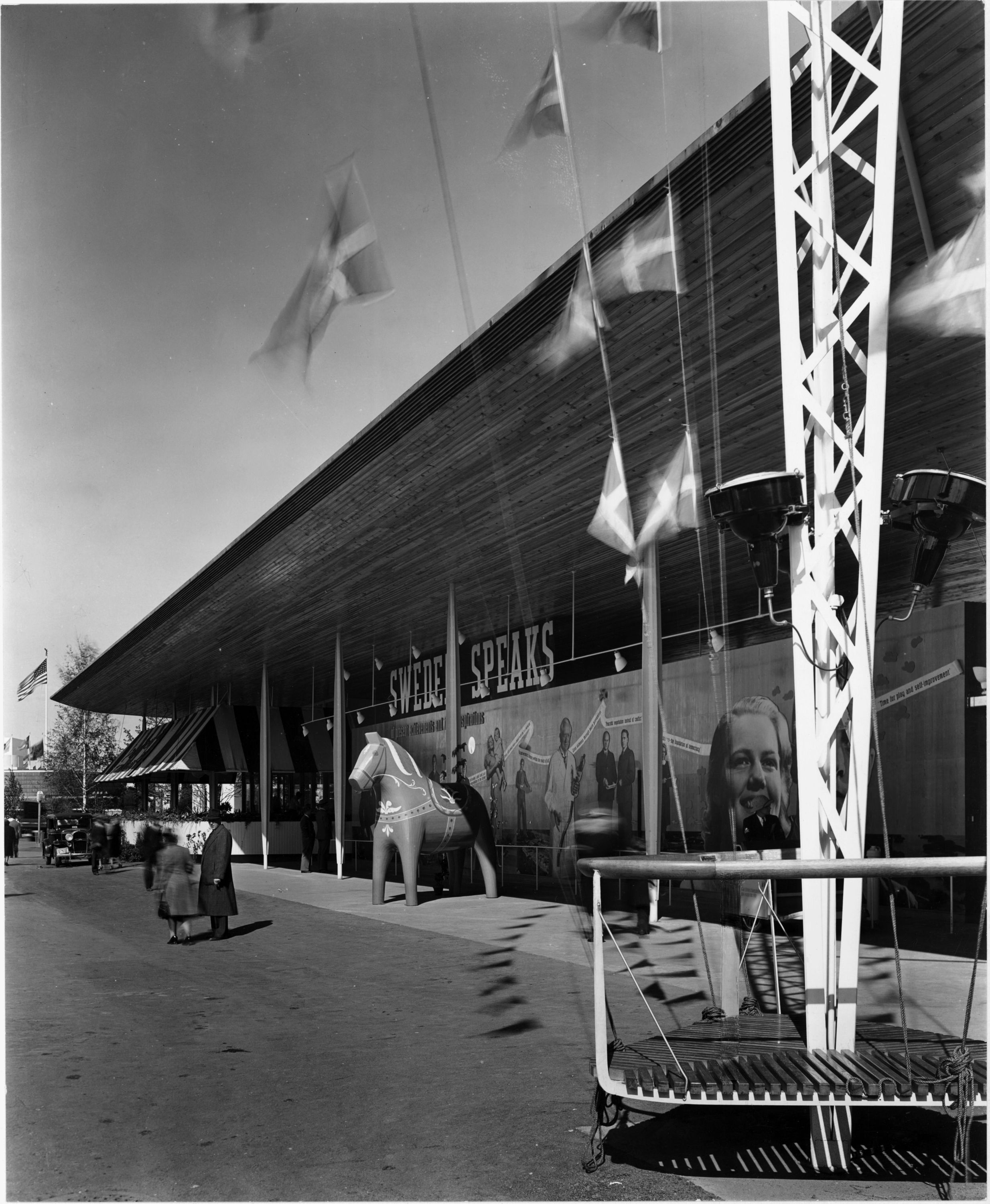
Dalahästen utanför entrén till svenska paviljongen på världsutställningen i New York 1939.
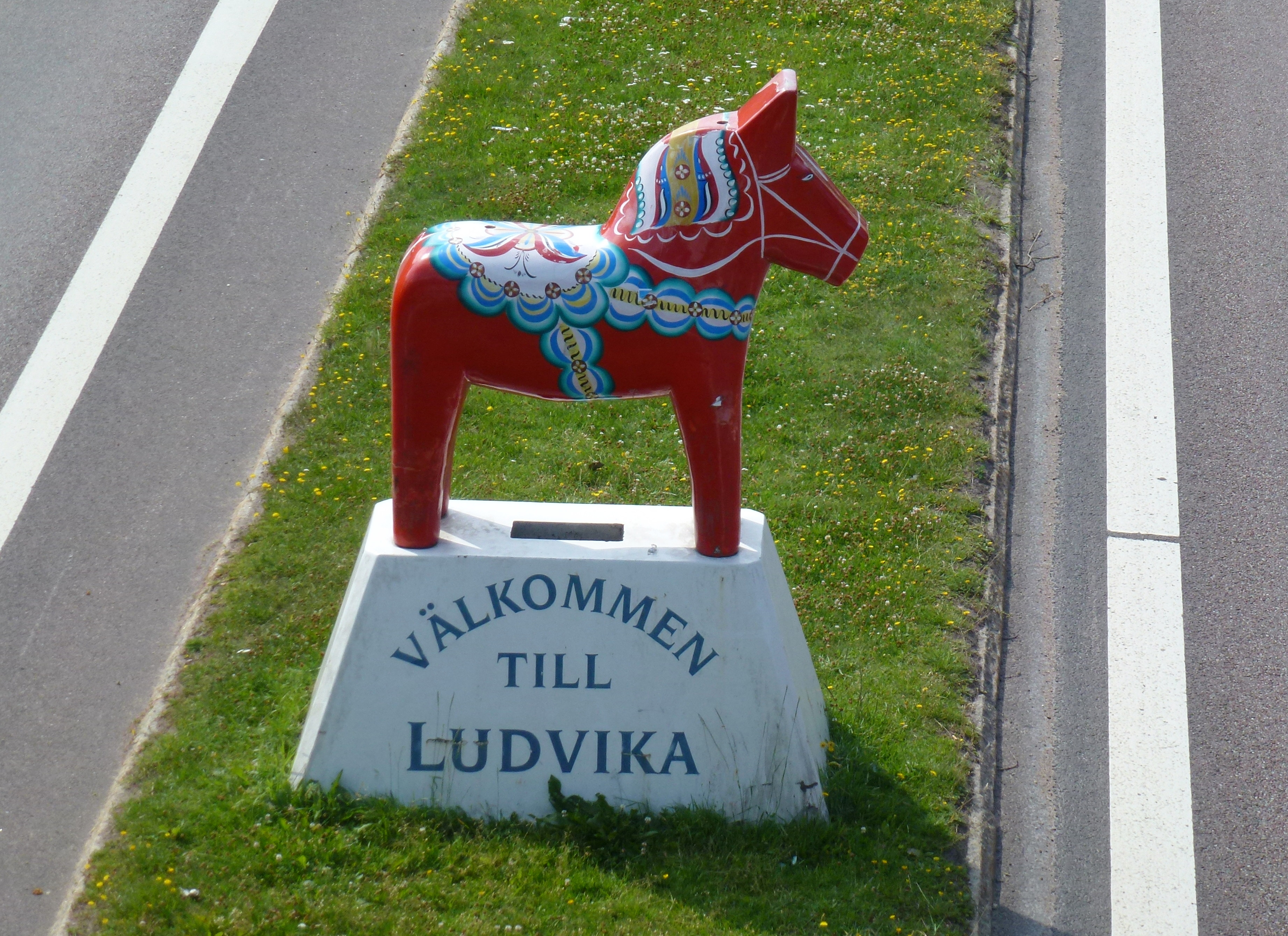
Ludvika.
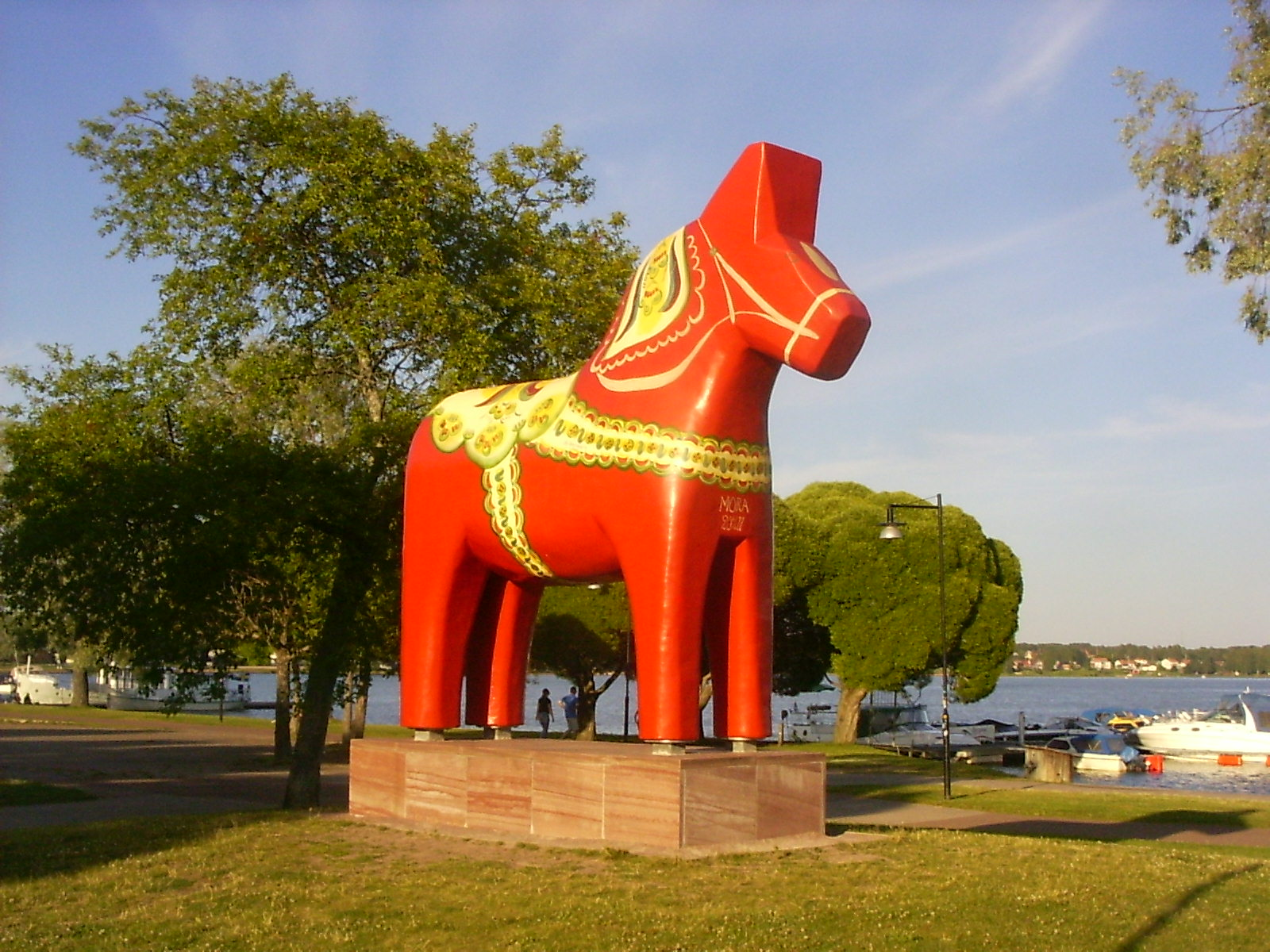
Mora. Världens största dalahäst gjord av trä.
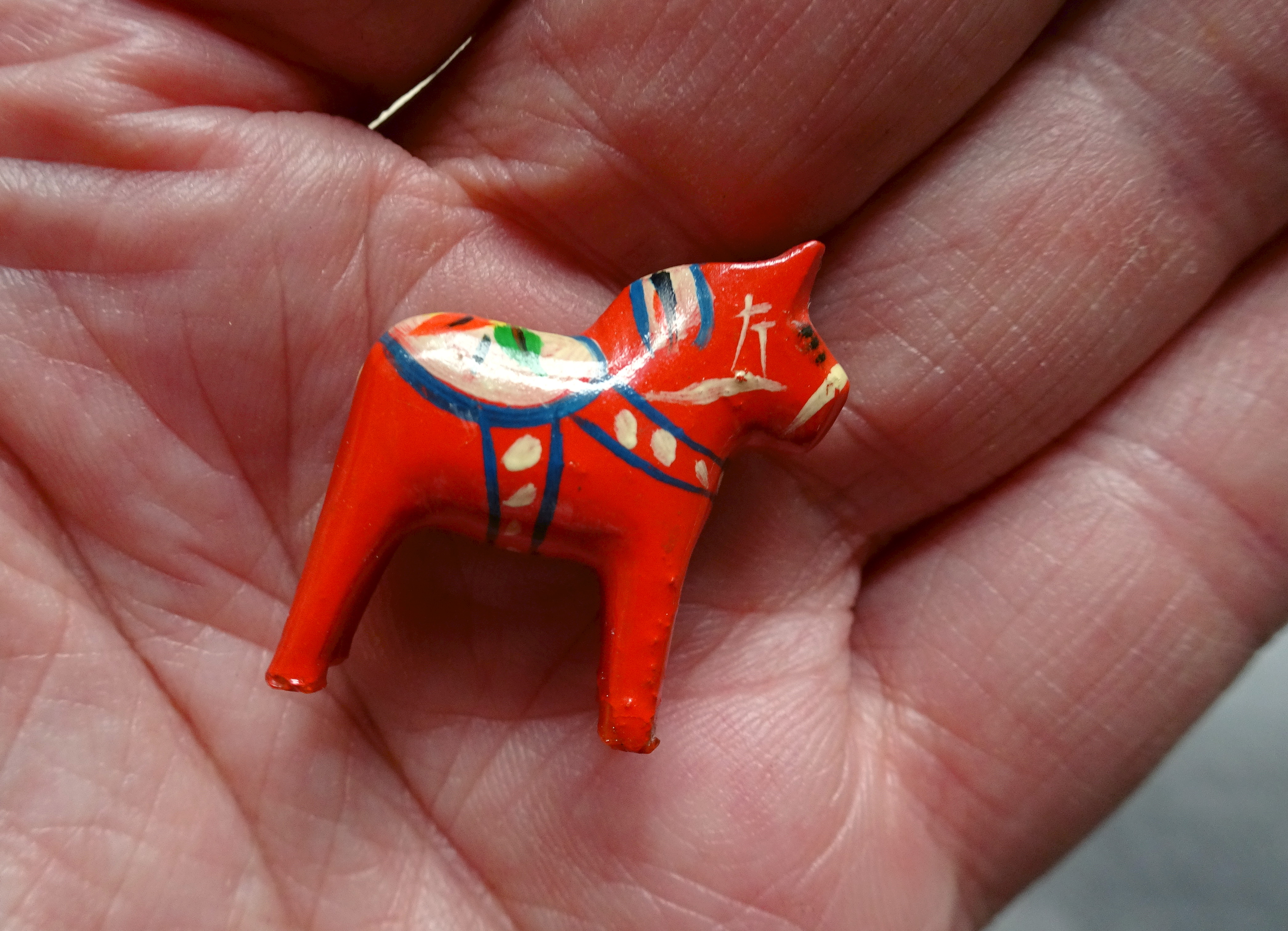
En Dalahäst i miniatyr.
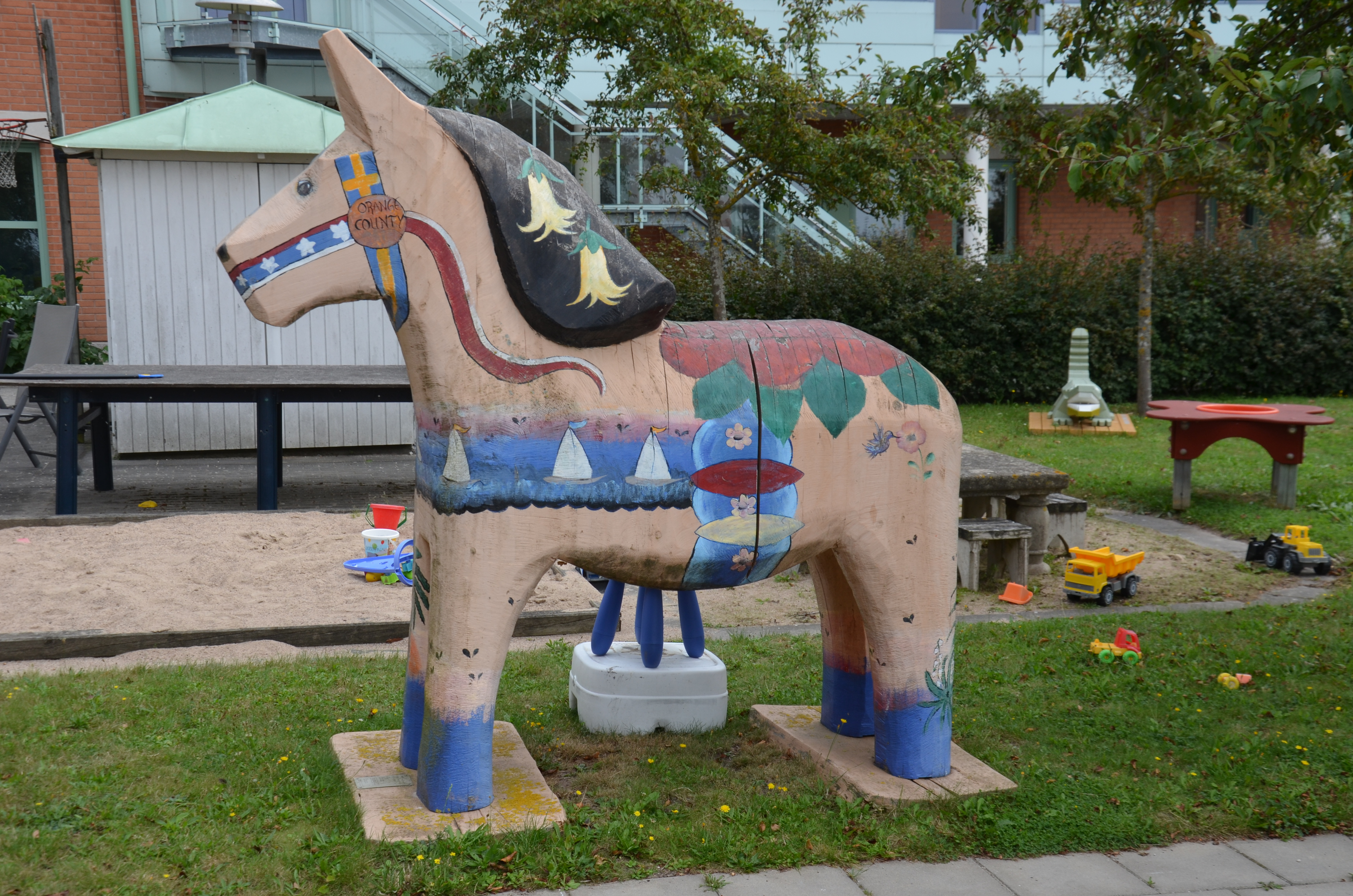
San Diego.
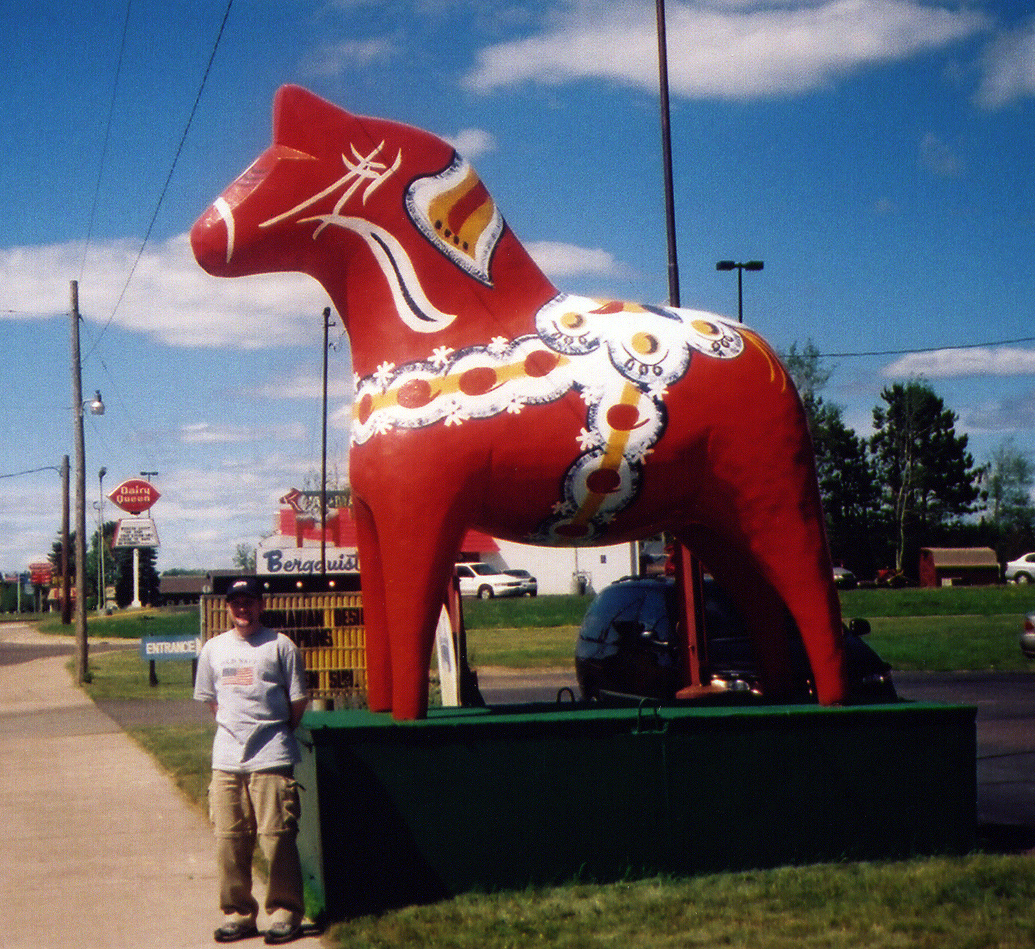
Minnesota.
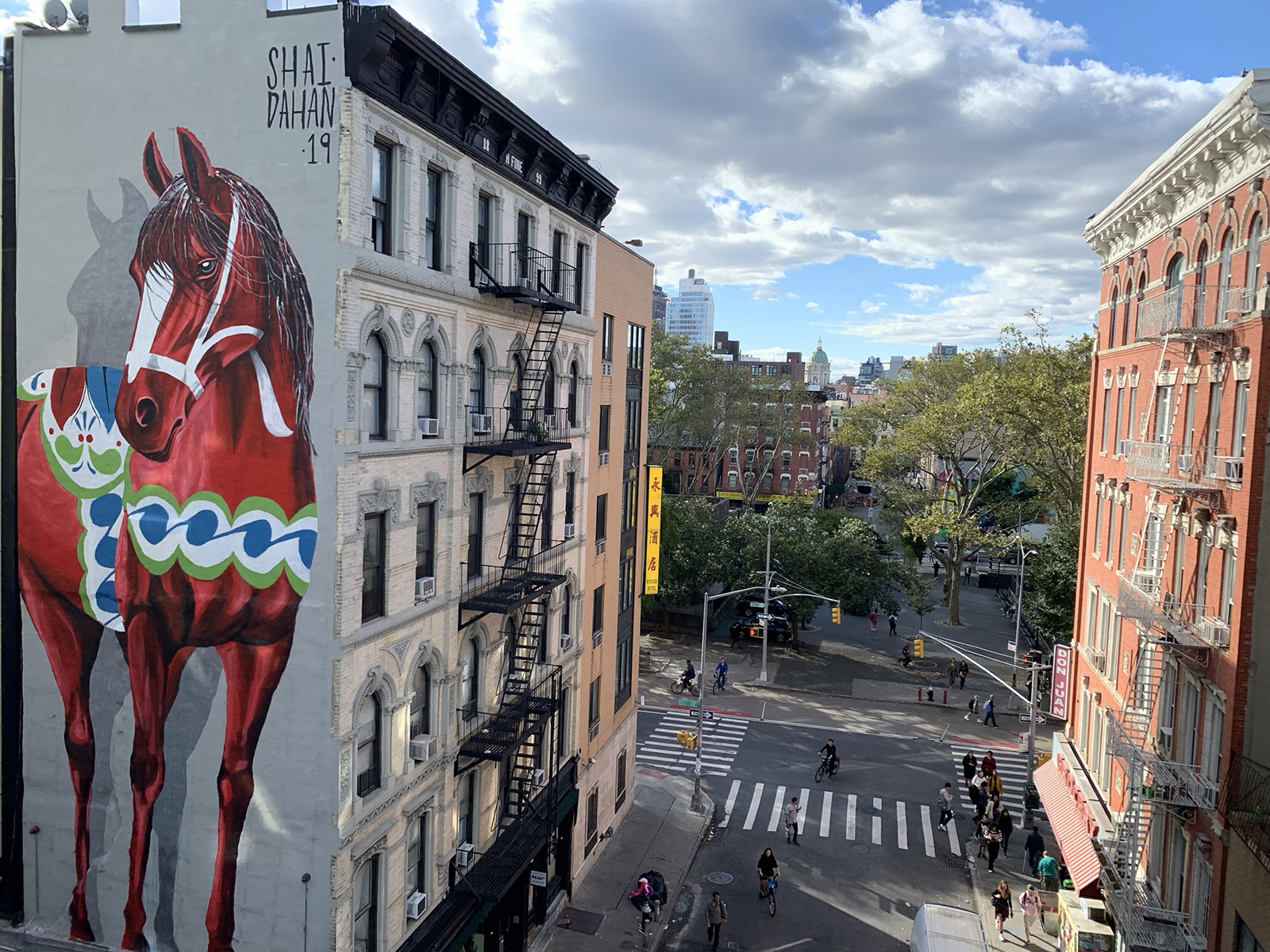
New York City, USA. Världens största dalahästmålning.
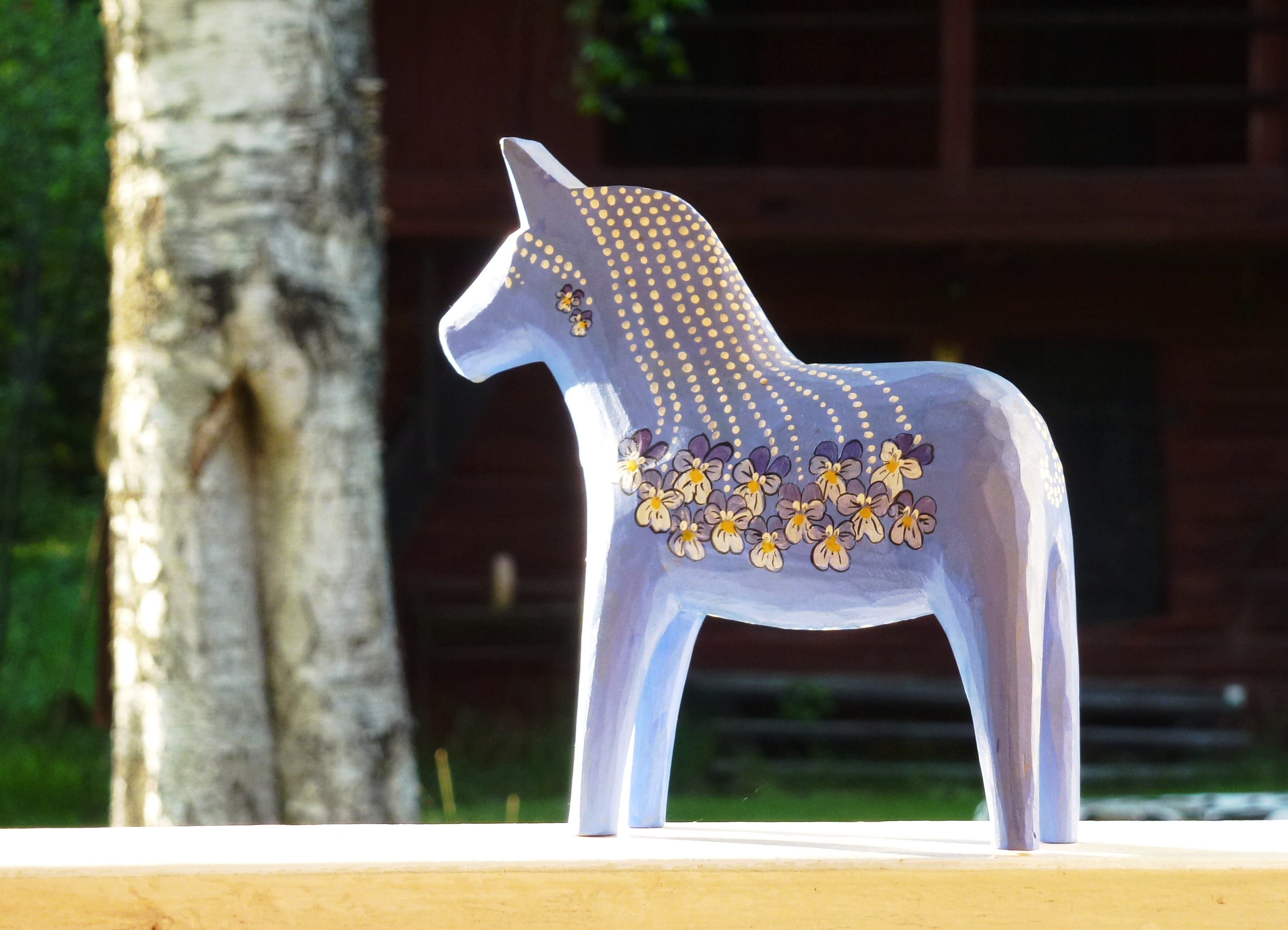
Ludvikahästen.
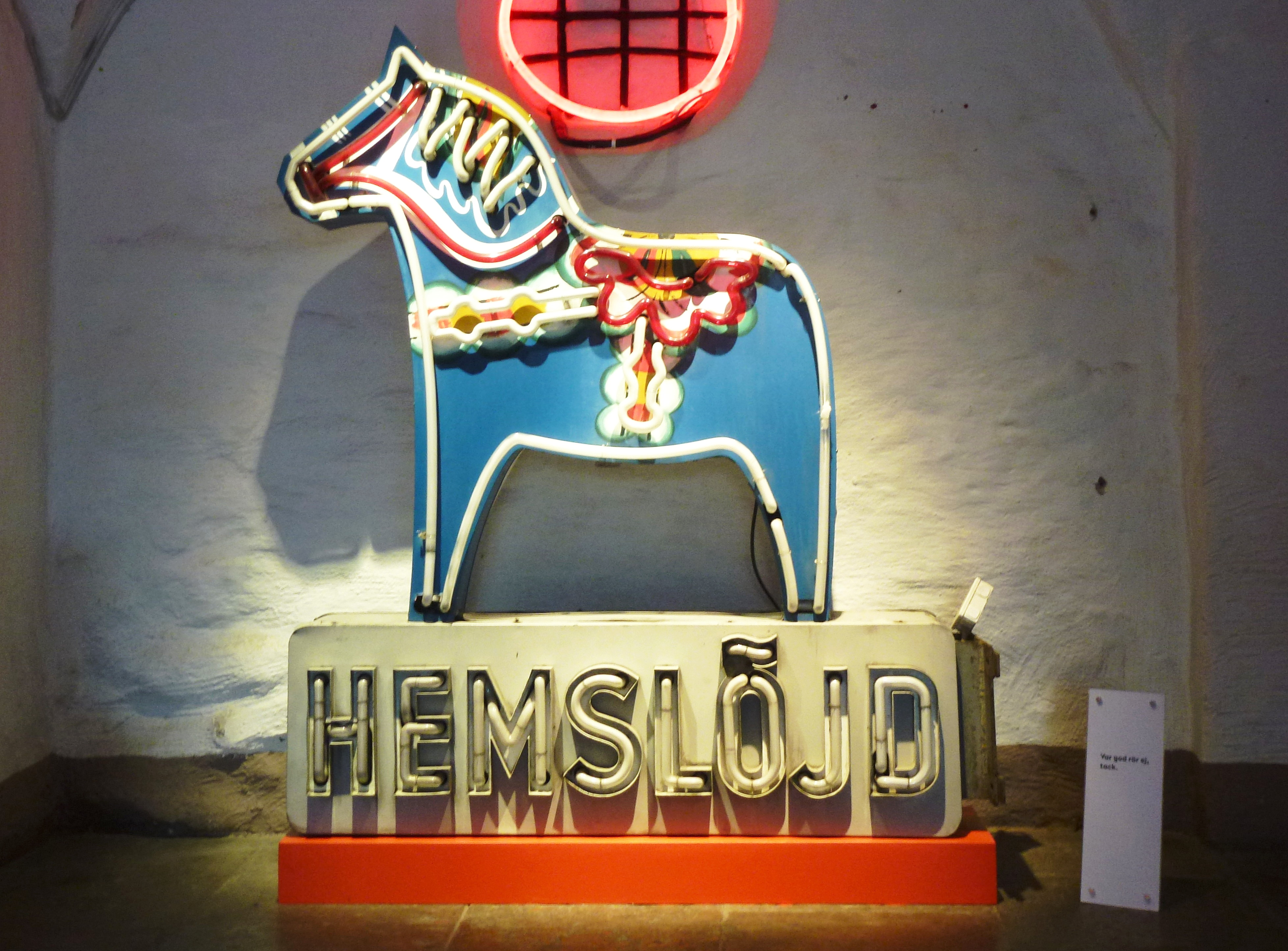
"Hemslöjdsskylt med Dalahäst" smyckade en gång Svensk Hemslöjds butik vid Kungsgatan 31 i Stockholm.